# 印旛日本醫大站

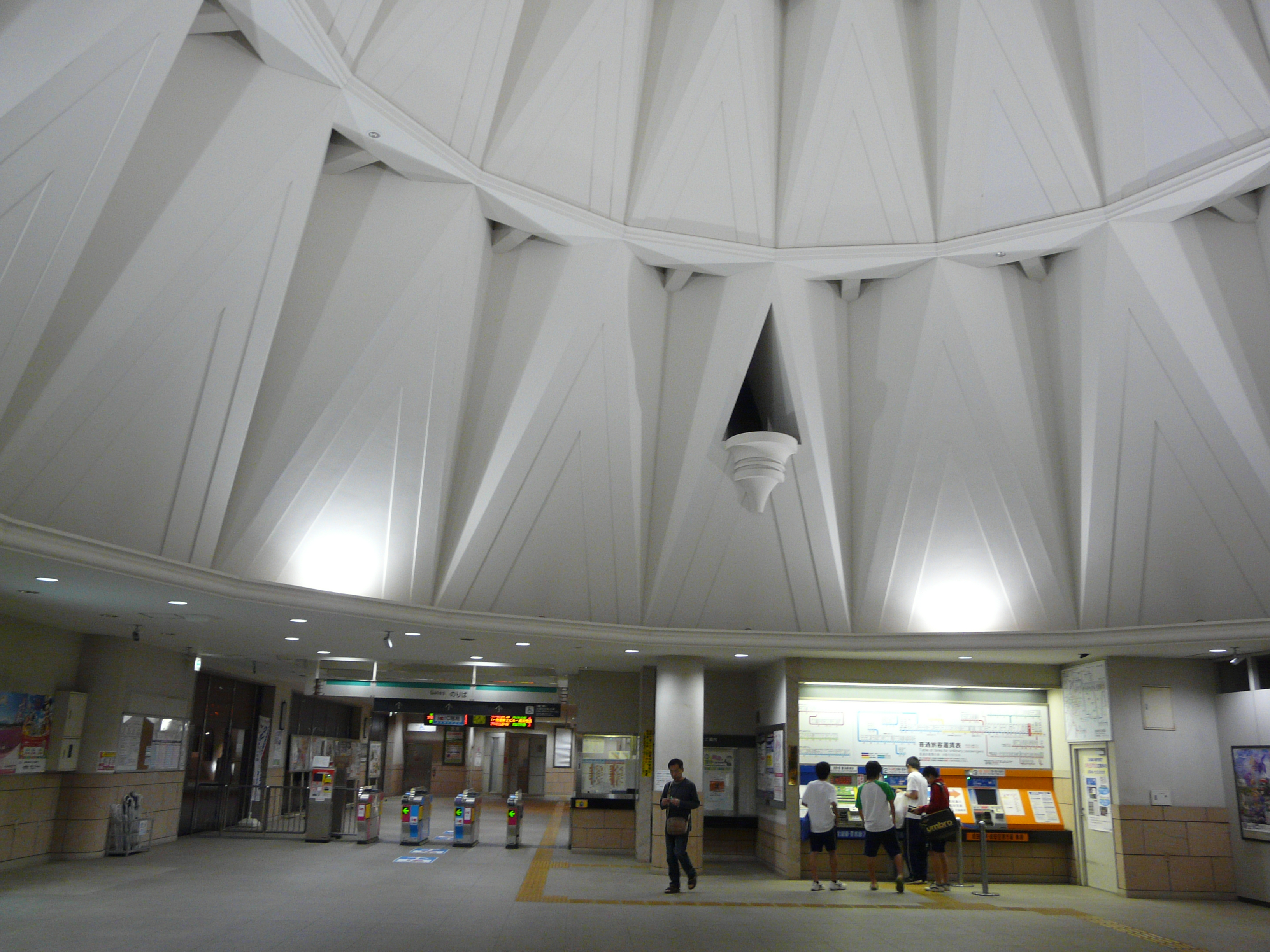
車站內部（2020年3月）

印旛日本醫大站（日语：／ Imba-nihon-idai eki */?）是位於日本千葉縣印西市若萩，屬於北總鐵道和京成電鐵的鐵路車站。

## 概要
此站位於千葉新城的最東部，有北總鐵道的北總線與京成電鐵的成田機場線（成田Sky Access線）停靠，兩線從此站至京成高砂站共用設施，車種有成田Sky Access線的Skyliner（通過此站）與Access特急，與北總線的特急、急行、普通列車，兩線是使用同一條路線。
北總、京成都是不擁有軌道的第二種鐵道事業者，擁有軌道的第三種鐵道事業者分別是印西牧之原方向的千葉新城鐵道、成田湯川方向的（該站除外）成田高速鐵道Access。另外，北總線列車以該站為終點，不駛入成田高速鐵道Access路段。因此只有成田Sky Access線列車往成田湯川方向行駛。
此站是北總鐵道與京成電鐵的共同使用站，北總鐵道負責車站業務。車站編號使用北總鐵道的編號HS14。
千葉新城最初曾規劃建設都營地下鐵新宿線本八幡站至此站的千葉縣營鐵道北千葉線。

## 站名
站名雖為「印旛日本醫大」，但此地並沒有日本醫科大學的校區，而是取自於附屬醫院「日本醫科大學千葉北總醫院」。
最初曾計畫採用附近地名取為「印旛松蟲」，現在改保留於副站名「（松蟲姬）（まつむしひめ）」

## 歷史
- 2000年（平成12年）7月22日 - 開業[1][2]。當時為印旛郡印旛村。
- 2000年（平成12年）－入選關東車站百選（第四回）。
- 2004年（平成16年）7月1日 - 都市基盤整備公團改制獨立行政法人，站房等建築物由千葉新市鎮鐵道接收。
- 2010年（平成22年）3月23日 - 印旛村編入印西市、所在地變為印西市。
- 2010年（平成22年）7月17日 - 成田機場線（成田Sky Access）開業，與京成電鐵共用車站[4]。

## 車站結構
月台位於地塹內，是島式月台1面2線的地面車站，設有跨站式站房。雖然有日本車站少有的展望台，但平時不開放。由於站體的獨特外觀，2000年入選「關東車站百選」。
2008年（平成20年）4月15日成田機場方向實施延伸軌道切換工程，同日起本站發車列車使用1號線，2號線為到站專用。
2010年（平成22年）7月17日時刻表改正與成田機場線（成田Sky Access線）通車，2號線成為往成田機場方向月台。

### 月台配置
| 月台 | 路線                    | 方向 | 目的地                                                                  |
| ---- | ----------------------- | ---- | ----------------------------------------------------------------------- |
| 1    | 北總線 成田Sky Access線 | 上行 | 千葉新城中央、新鎌谷、東松戶、高砂、 日本橋、西馬込、羽田機場、橫濱方向 |
| 2    | 成田Sky Access線        | 下行 | 成田湯川、成田機場方向                                                  |

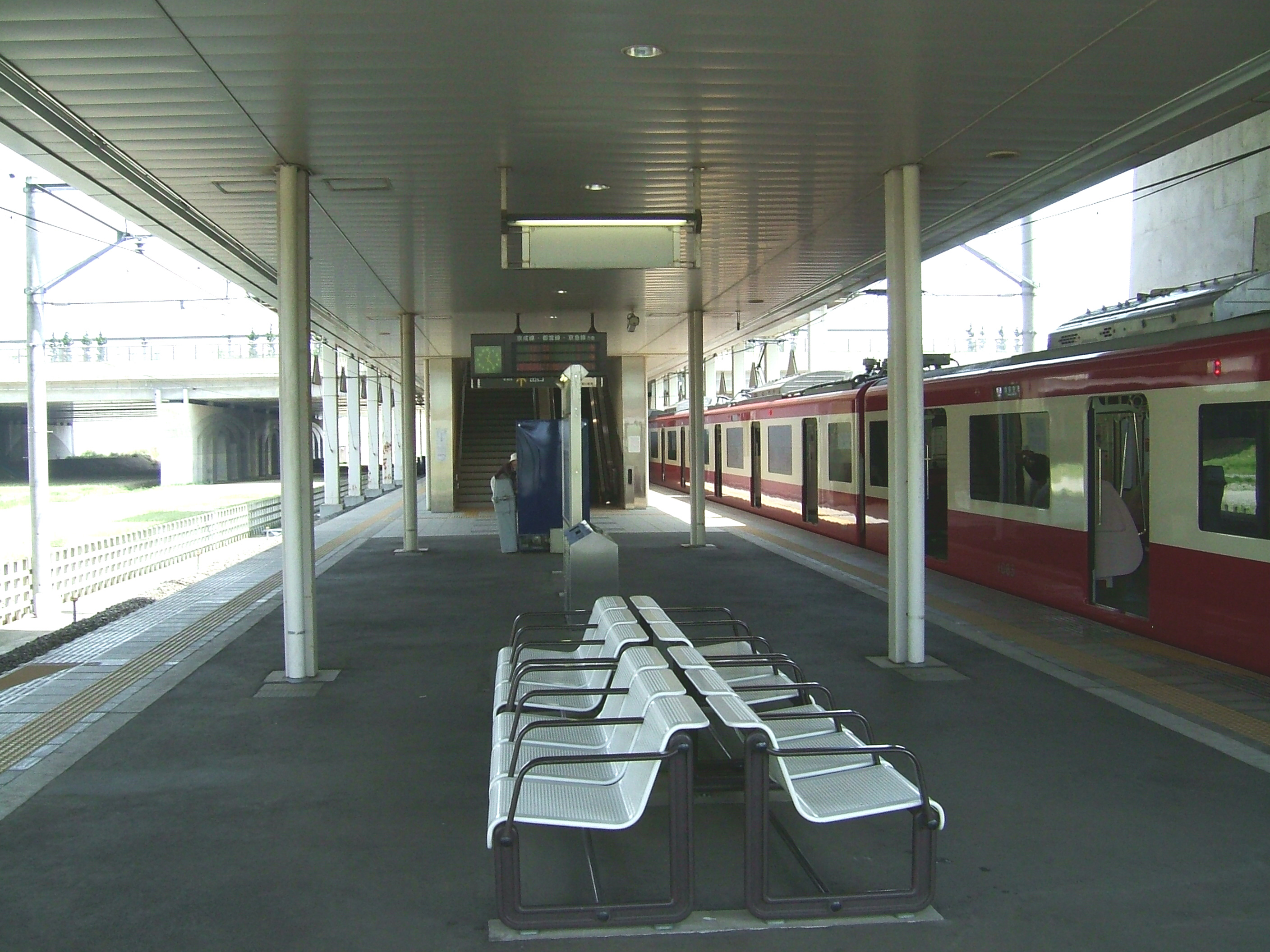
月台（2007年5月）
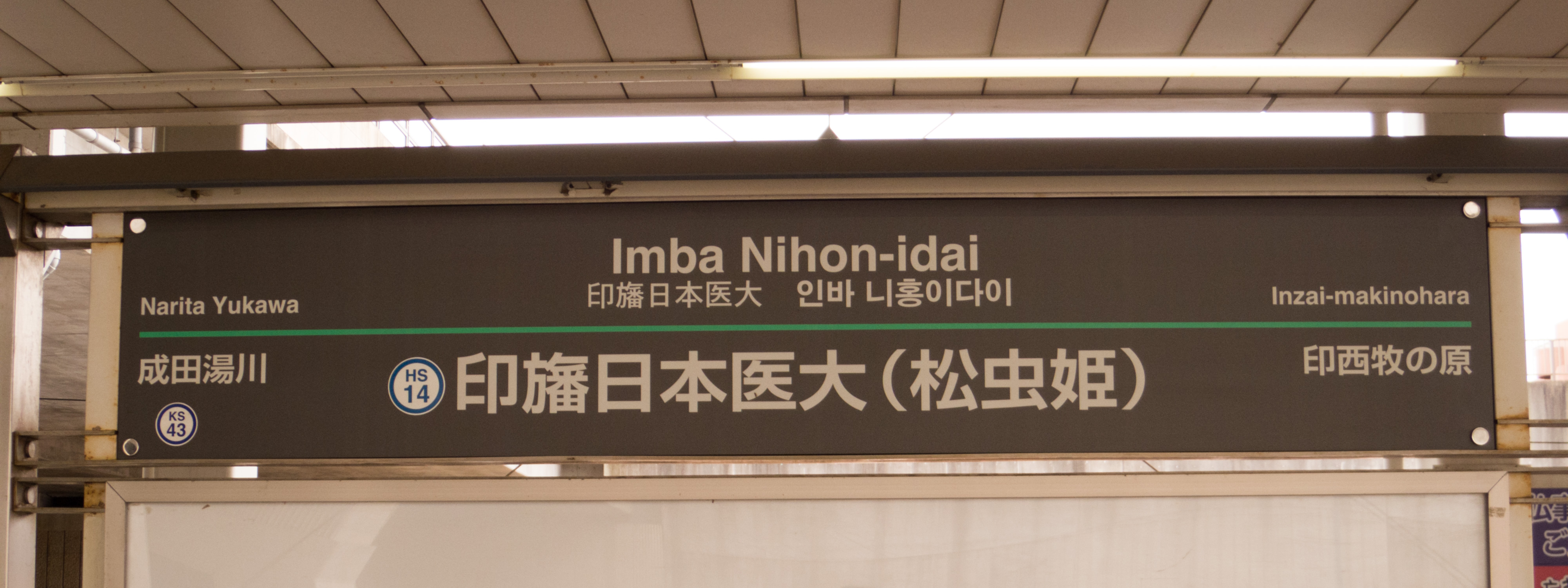
站名標（2015年4月）

## 利用狀況
- 北總鐵道 - 2016年度1日平均上下車人次為4,161人[5]。
- 京成電鐵 - 2016年度の1日平均上下車人次為1,206人。京成線69站中排名第68位，僅高於京成本線大佐倉站。此數值僅計算Access特急上下車人次[6]。

開業以來一日平均上下車、上車人次變化如下｡
| 年度               | 北總鐵道           | 北總鐵道         | 京成電鐵           | 京成電鐵         |
| 年度               | 1日平均 上下車人次 | 1日平均 上車人次 | 1日平均 上下車人次 | 1日平均 上車人次 |
| ------------------ | ------------------ | ---------------- | ------------------ | ---------------- |
| 2000年（平成12年） | 1,457              |                  | 未開業             | 未開業           |
| 2001年（平成13年） |                    | 886              | 未開業             | 未開業           |
| 2002年（平成14年） |                    | 972              | 未開業             | 未開業           |
| 2003年（平成15年） |                    | 1,060            | 未開業             | 未開業           |
| 2004年（平成16年） |                    | 1,077            | 未開業             | 未開業           |
| 2005年（平成17年） |                    | 1,120            | 未開業             | 未開業           |
| 2006年（平成18年） | 2,545              | 1,225            | 未開業             | 未開業           |
| 2007年（平成19年） |                    | 1,399            | 未開業             | 未開業           |
| 2008年（平成20年） | 3,263              | 1,582            | 未開業             | 未開業           |
| 2009年（平成21年） |                    | 1,666            | 未開業             | 未開業           |
| 2010年（平成22年） | 3,848              | 1,904            |                    | 429              |
| 2011年（平成23年） | 4,273              | 2,135            | 941                | 463              |
| 2012年（平成24年） | 4,552              | 2,273            | 1,015              | 504              |
| 2013年（平成25年） |                    | 1,960            | 1,099              | 547              |
| 2014年（平成26年） | 3,950              | 1,975            | 1,134              | 566              |
| 2015年（平成27年） | 4,083              | 2,041            | 1,170              | 583              |
| 2016年（平成28年） | 4,161              |                  | 1,206              |                  |

## 車站周邊
車站周邊有千葉新市鎮「印波野」（日语：いには野，羅馬拼音為「Iniwano」）地區的公寓和住宅，此外多為未開發的林野。
通勤時段以外人潮稀少。周邊商業設施以路邊型商店為主。

### 行政、公共設施
- 千葉縣警察（日语：千葉縣警察）印西警察署（日语：印西警察署）日本醫大站前駐在所
- 日本醫科大學千葉北總醫院（日语：日本医科大学千葉北総病院）
- 印旛醫科器械歷史資料館（日语：印旛医科器械歴史資料館）
- 印西市役所印旛支所

### 主要商業設施
- 印波野VARIO
- 成田屋（日语：ナリタヤ）
- 松本清

### 學校
- 印西市立印旛中學校
- 印西市立印波野小學校
- 日本醫科大學看護專門學校（日语：日本医科大学看護専門学校）
- 順天堂大學櫻校區

### 觀光景點
- 松蟲姫公園
- 松蟲寺（日语：松虫寺）
- 榮福寺藥師堂

## 巴士路線
| 乘車處         | 系統         | 主要行經地                           | 目的地       | 運行公司       | 備註           |
| -------------- | ------------ | ------------------------------------ | ------------ | -------------- | -------------- |
| 印旛日本醫大站 | 六合路線     | 日本醫大、郵便局前、本埜支所前       | JR小林站     | 印西市         | 委託菜之花交通 |
| 印旛日本醫大站 | 六合路線     | 日本醫大、郵便局前、白翠園前         | 京成佐倉站   | 印西市         | 委託菜之花交通 |
| 印旛日本醫大站 | 印旛学園線   | 日本醫大、郵便局前、順天堂大學       | 京成酒酒井站 | 印西市         | 委託千葉綠巴士 |
| 印旛日本醫大站 | 宗像路線     | 日本醫大、蒲刈、大廻新田             | 京成臼井站   | 印西市         | 委託大成交通   |
| 印旛日本醫大站 | 宗像路線     | 大成交通前                           |              | 印西市         | 委託大成交通   |
| 印旛日本醫大站 | 印旛支所線   | 荻原公園、龍腹寺東、印西牧之原站入口 | 印旛支所     | 印西市接觸巴士 |                |
| 印旛日本醫大站 | 印旛支所線   | 日本醫大千葉北總醫院                 | 印旛支所     | 印西市接觸巴士 |                |
| 印旛日本醫大站 | 深夜急行巴士 | 京成成田站                           | 成田機場     | 成田空港交通   | 可乘車         |

- 每小時有3班（8點增至6班）往日本醫科大學千葉北總醫院（日语：日本医科大学千葉北総病院）的免費巴士。
- 往京成佐倉站的巴士每小時約2至3班，其他路線的班次不多。
- 平和交通有銀座站發車的深夜急行巴士停靠本站。僅能下車。

### 成田Sky Access線的開業
本站至成田機場站的路線（以下：新線區間）由成田高速鐵道Access建設，2010年（平成22年）3月完工。同年3月25日新線區間試運行，7月17日開業。
開業後，AE形「SkyLiner」於新線區間的最高速度達160km/h，於本站 - 京成高砂站的北總線內最高速度為130km/h，日暮里站 - 機場第2大樓站間只需36分鐘。
2007年（平成19年）底，東側（成田機場方向）內側設置2線折返線。

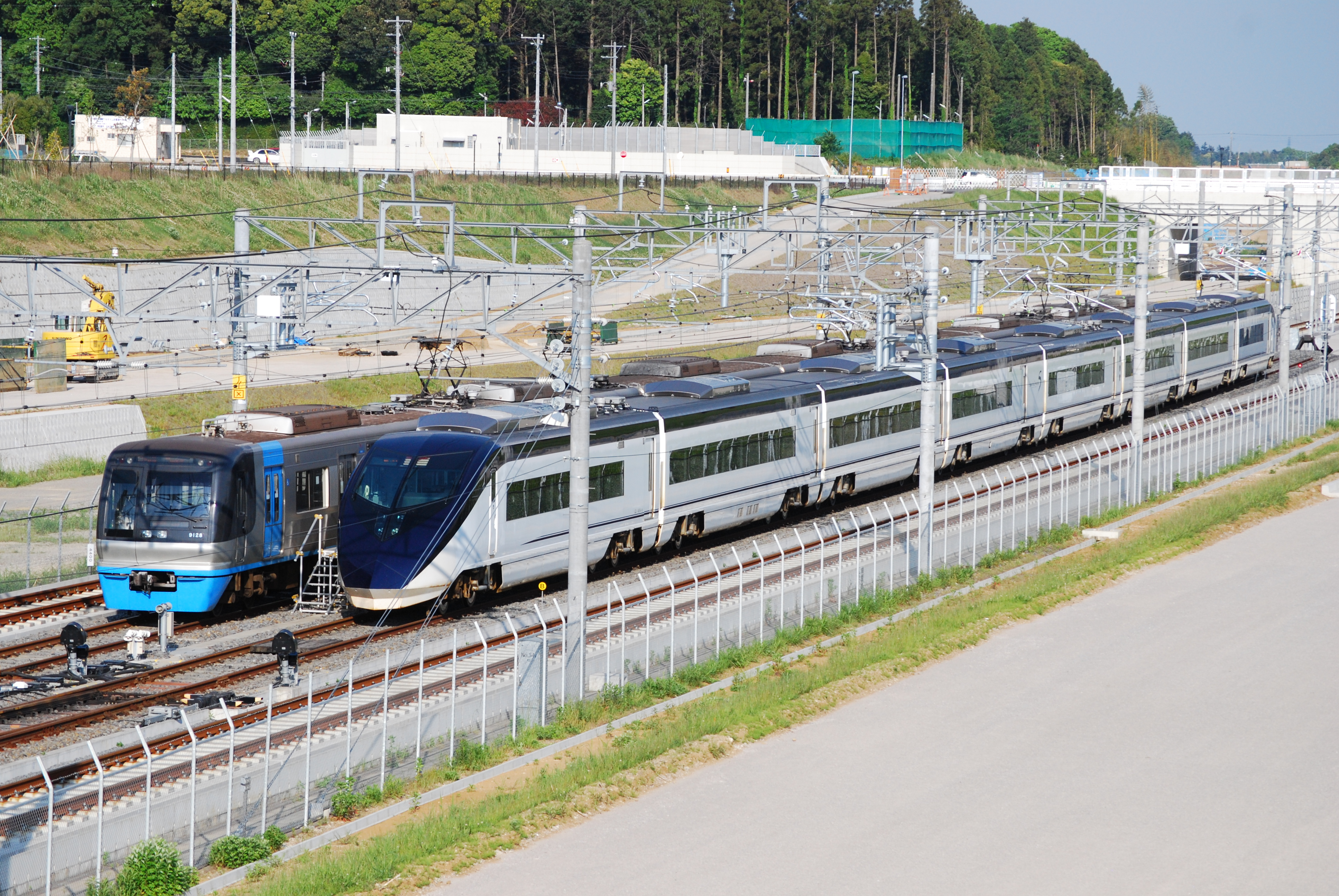
車站東側的折返線（2010年5月16日）
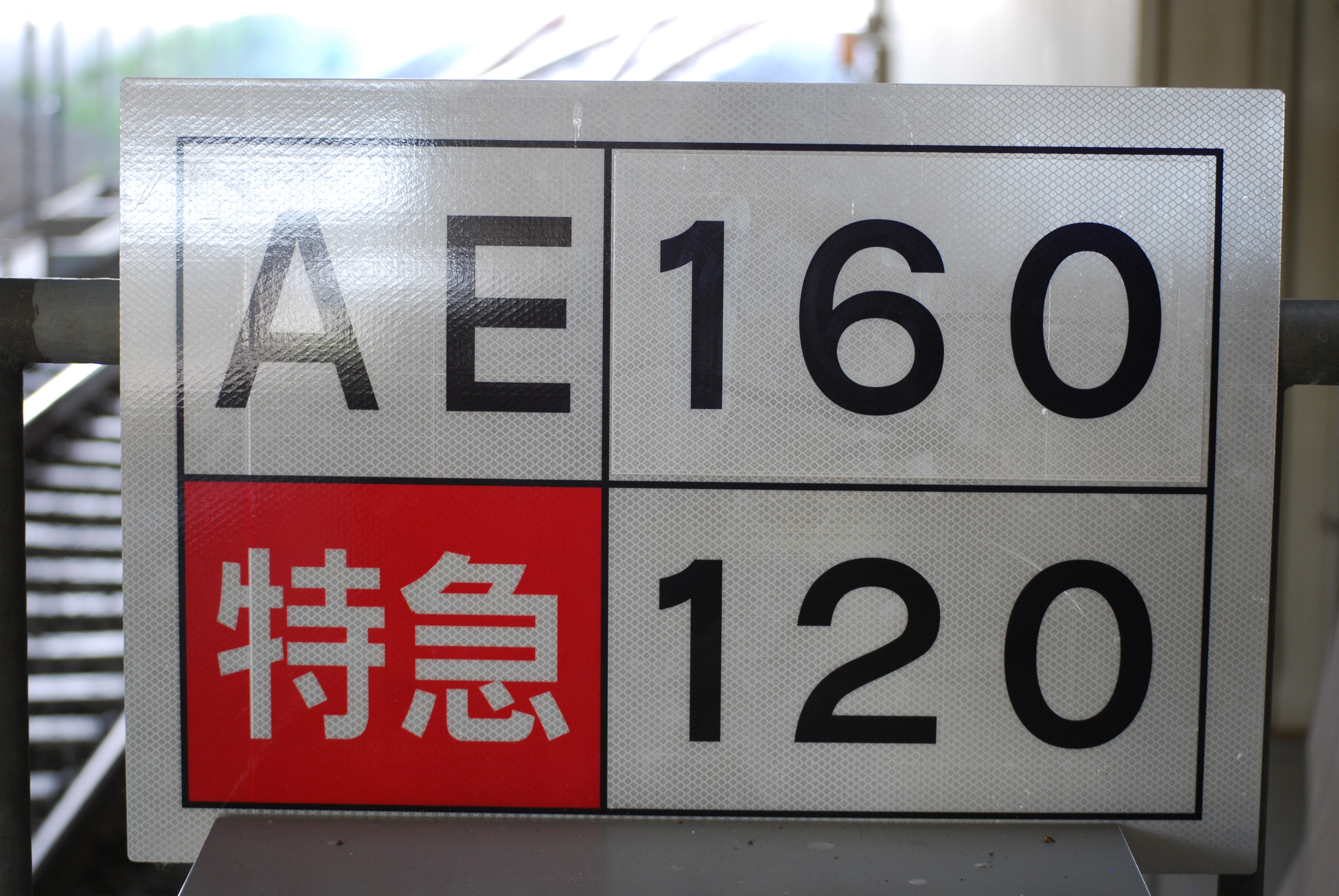
車站下行線東側的列車最高速度表示（2010年5月16日）
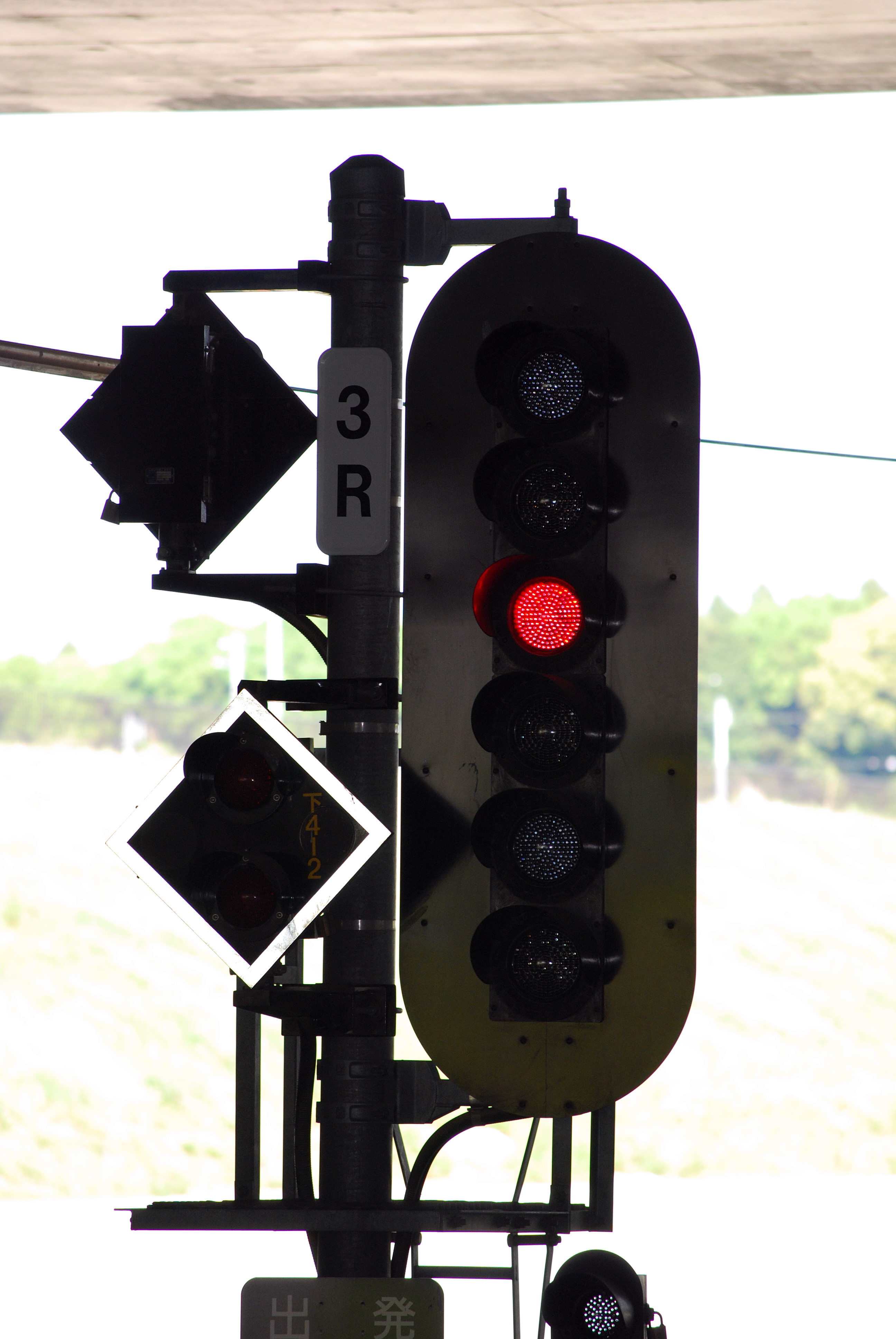
車站下行線東側的出發信號機。（2010年5月16日）。

## 相鄰車站
北總鐵道、 京成電鐵
 北總線、 成田Sky Access線（成田機場線）
■Access特急
千葉新城中央（HS12）－印旛日本醫大（HS14）－成田湯川（KS43）
■特急、■急行、■普通
印西牧原（HS13）－印旛日本醫大（HS14）
※特急與普通以此站起訖。急行只有下行並以本站終點站。

## 外部連結
- 印旛日本醫大站 （页面存档备份，存于） - 北總鐵道